# Vluchtfase
Met vluchtfase wordt een bepaald onderdeel van de vlucht van een verkeersvliegtuig aangeduid.
Iedere vluchtfase karakteriseert zich door een specifieke configuratie van het toestel, en door specifieke taken voor de bemanning. De indeling in vluchtfasen wordt onder andere gebruikt om incidenten en ongevallen te turven.
Het CAST/ICAO Common Taxonomy Team (CICTT) onderscheidt de volgende vluchtfasen:
- Take off
- Initial climb
- En route
- Approach
- Landing

Hoewel het vliegtuig dan niet vliegt zou je hier de
- Taxi

fase nog aan toe kunnen voegen. Ook deze fase onderscheidt zich qua configuratie, taken voor de bemanning, en risico's volledig van de andere (echte) vluchtfasen.